# Rhinochernes
Rhinochernes är ett släkte av spindeldjur. Rhinochernes ingår i familjen blindklokrypare.
Kladogram enligt Catalogue of Life:
| Rhinochernes | \| \| Rhinochernes ashmolei \| \| \| \| \| \| Rhinochernes granulatus \| \| \| \| |
|              | \| \| Rhinochernes ashmolei \| \| \| \| \| \| Rhinochernes granulatus \| \| \| \| |
|              | Rhinochernes ashmolei                                                             |
|              |                                                                                   |
|              | Rhinochernes granulatus                                                           |
|              |                                                                                   |